# Loricera
Loricera là một chi bọ cánh cứng thuộc họ Carabidae đặc hữu của miền Cổ bắc và miền Tân bắc. Chúng là chi duy nhất trong tông Loricerini và phân họ Loricerinae.

## Các loài
- Loricera aptera Ball & Erwin, 1969
- Loricera balli Sciaky & Facchini, 1999
- Loricera barbarae Sciaky & Facchini, 1999
- Loricera decempunctata Eschscholtz, 1833
- Loricera foveata Leconte, 1851
- Loricera kryzhanowskiji Sciaky & Facchini, 1999
- Loricera mirabilis Jedlicka, 1932
- Loricera obsoleta Semenov, 1889
- Loricera ovipennis Semenov, 1889
- Loricera pilicornis Fabricius, 1775
- Loricera rotundicollis Chaudoir, 1863
- Loricera stevensi Andrewes, 1920
- Loricera wollastonii Javet, 1852

## Hình ảnh

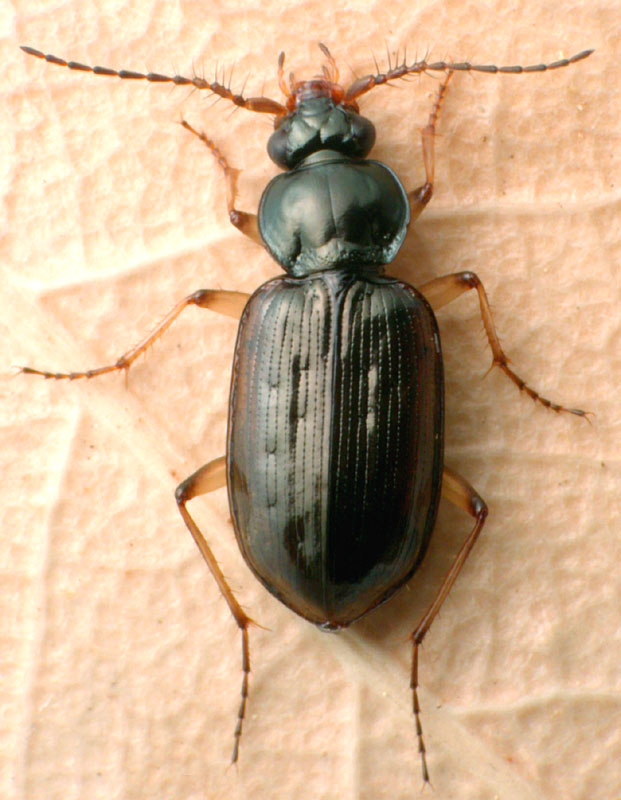
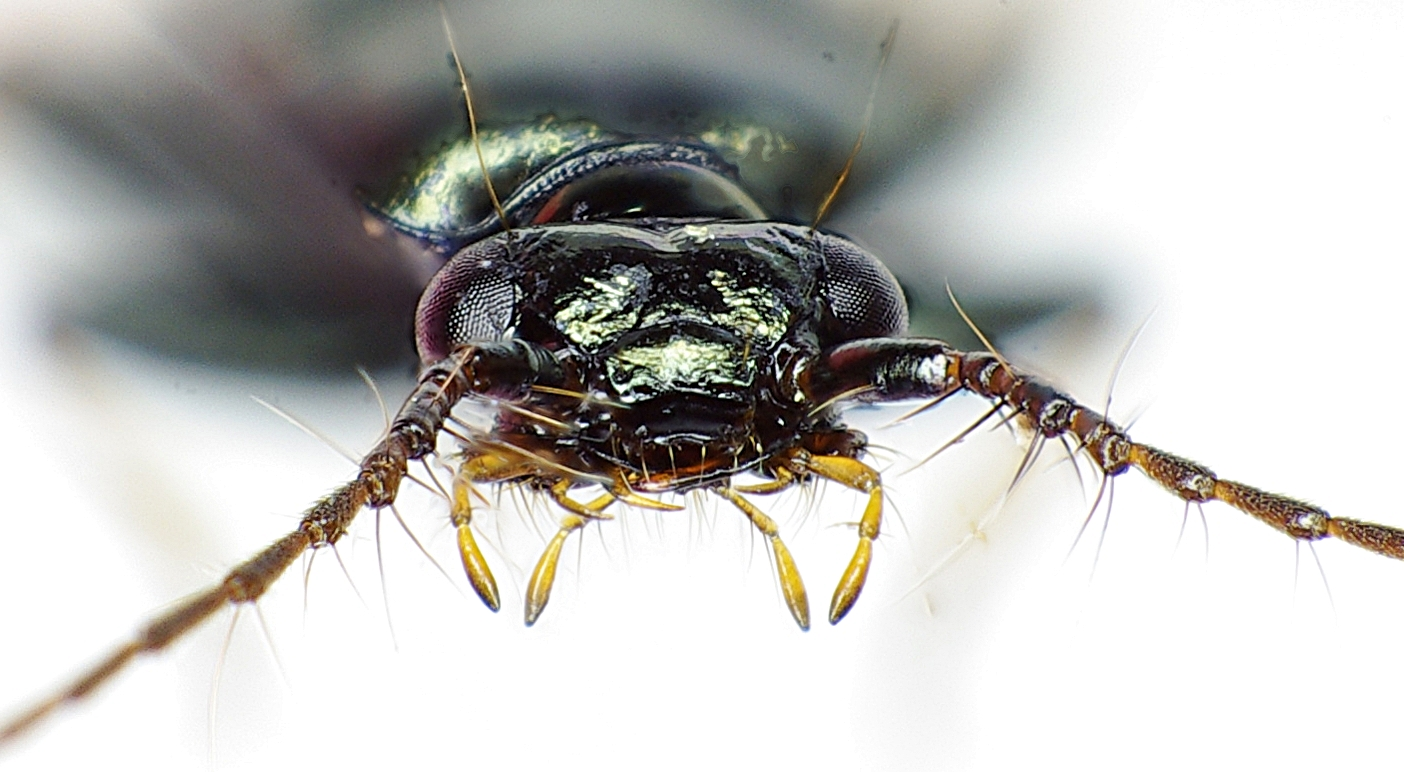